# 斯科特·伯勒尔
斯科特·戴维·伯勒尔（英語：Scott David Burrell，1971年1月12日—），美国NBA联盟前职业篮球运动员。他在1993年的NBA选秀中第1轮第20顺位被夏洛特黄蜂选中。